# Psalm 127

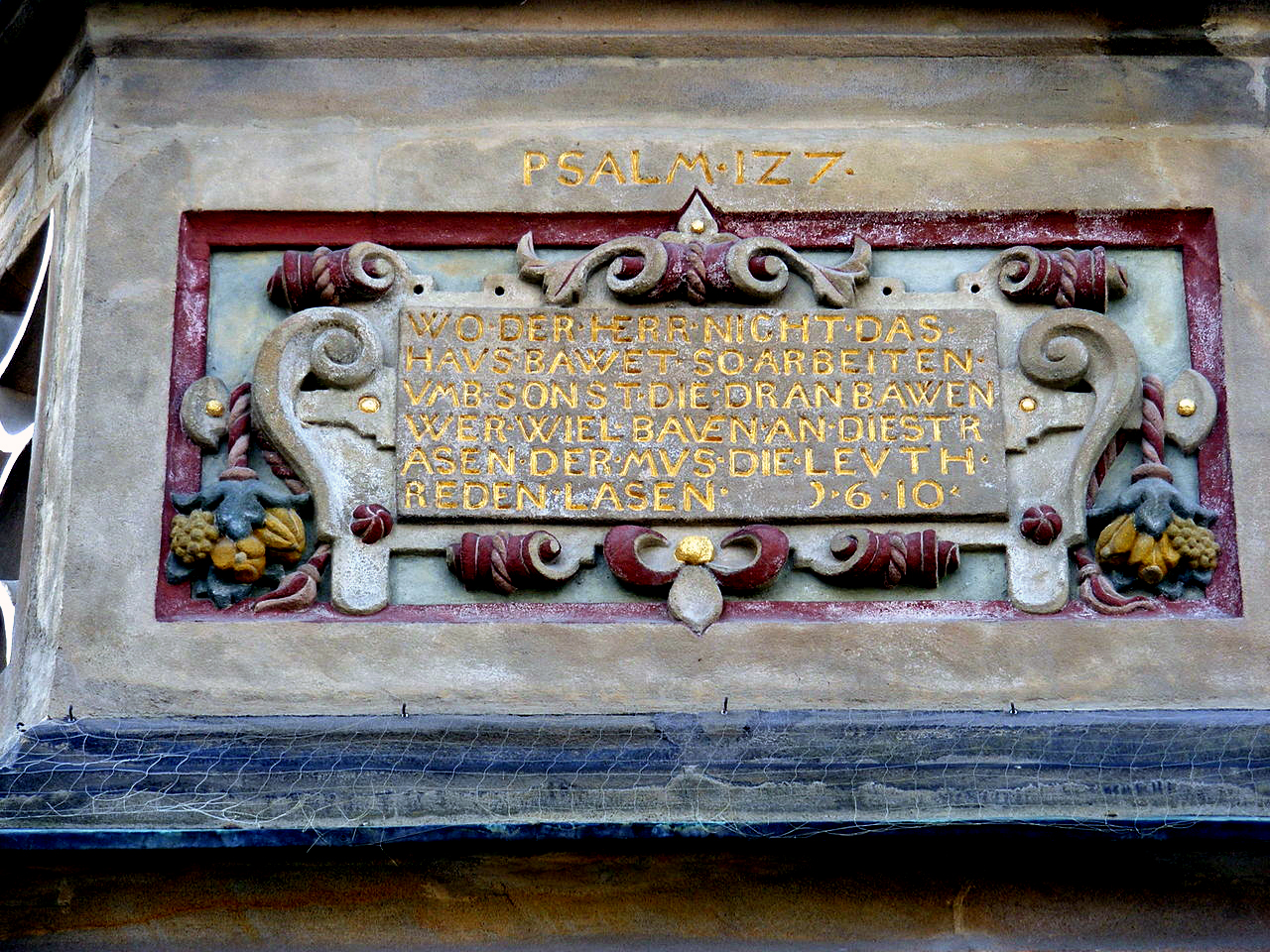
Psalm 127 als Inschrift (1610) am Erker der Mohren-Apotheke, Bayreuth.

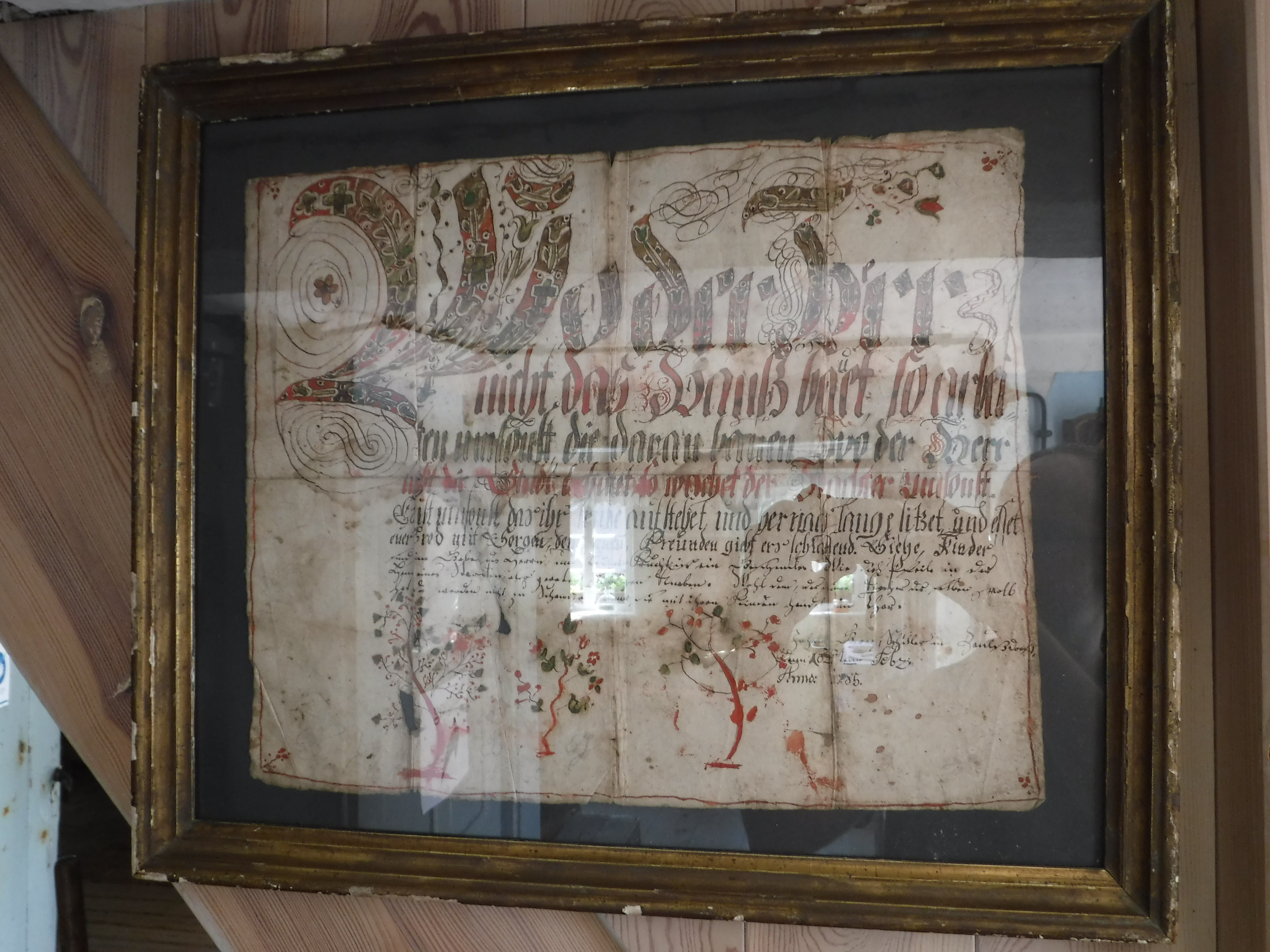
Psalm 127 als Haussegen, geschrieben 1785

Der kurze Psalm 127 ist nach der Zählung der Septuaginta und der Vulgata Psalm 126. In mittelalterlich-lateinischer Tradition wird er auch nach seinen Anfangsworten benannt: Nisi Dominus ædificaverit domum. Er gehört zur Gruppe der Wallfahrtspsalmen (Psalm 120 bis Psalm 134). 
Die Zuschreibung an Salomo erfolgte wahrscheinlich wegen des Stichworts „Hausbau“ in Vers 1, da „Haus (Gottes)“ auch Bezeichnung für den Jerusalemer Tempel ist. Doch ist im Psalm selbst vom alltäglichen Haus und nicht vom Tempel die Rede.

## Inhalt

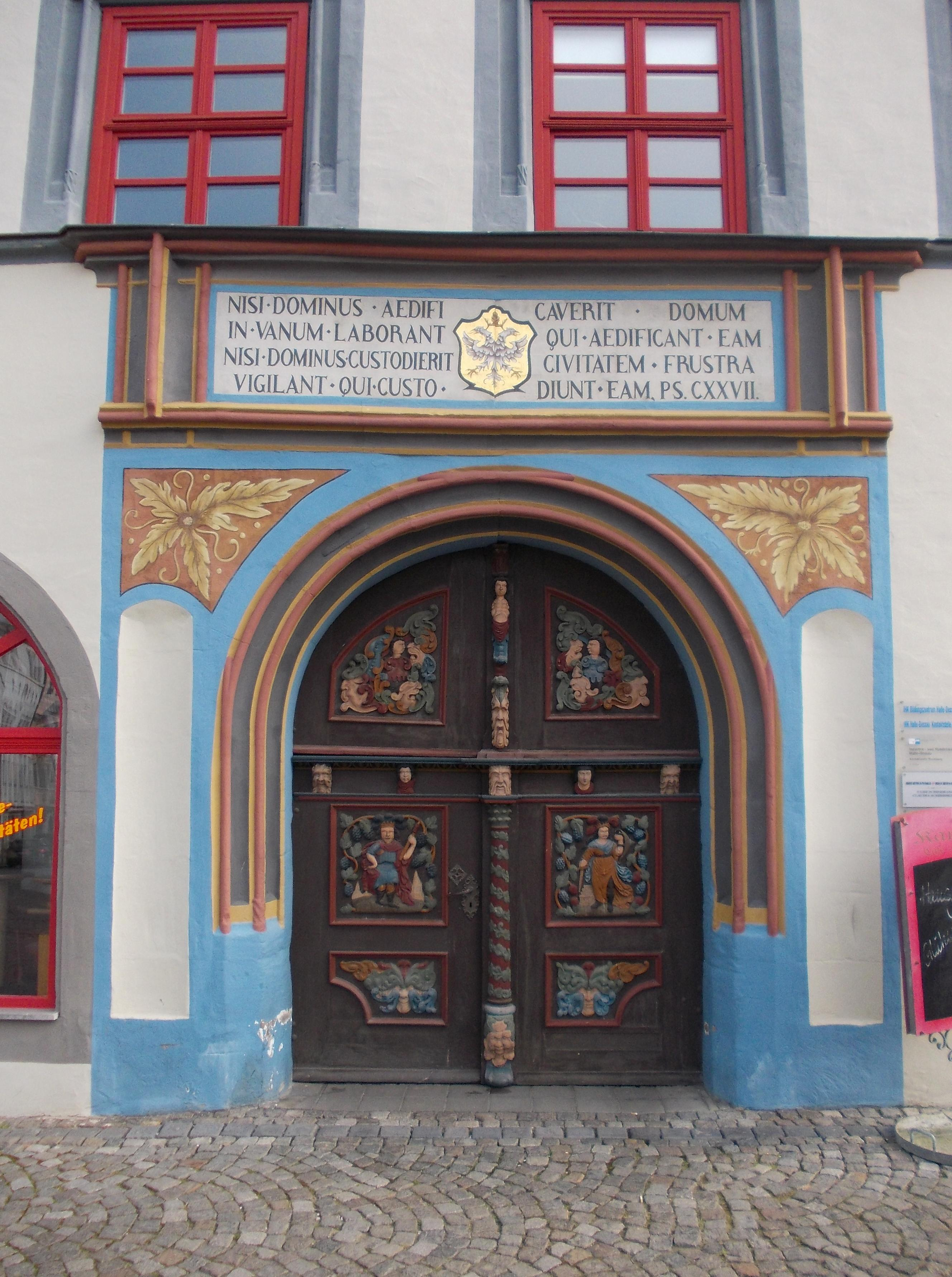
Portal des Hauses Markt 10 in Naumburg.

Der Psalm ist „eine aphoristisch gestaltete Weisheitslehre über das Lebensglück, das man sich nicht selbst »machen« und erzwingen kann, sondern das eine Gabe JHWHs ist.“
Der Psalm ist, wie die Wallfahrtspsalmen generell, an der Lebenswelt einfacher Menschen interessiert: Hausbau, Stadtbewachung und Feldarbeit. Die patriarchale antike Gesellschaft kommt sehr deutlich in den Versen 3–5 zur Sprache: Viele kräftige Söhne sichern ihrem Vater eine einflussreiche Position in der Gesellschaft.

### Text: Psalm 127 (unrevidierte Einheitsübersetzung)
Vers 1
[Ein Wallfahrtslied Salomos.] Wenn nicht der Herr das Haus baut, / müht sich jeder umsonst, der daran baut. Wenn nicht der Herr die Stadt bewacht, / wacht der Wächter umsonst.
Vers 2
Es ist umsonst, dass ihr früh aufsteht / und euch spät erst niedersetzt, um das Brot der Mühsal zu essen; / denn der Herr gibt es den Seinen im Schlaf.
Vers 3
Kinder sind eine Gabe des Herrn, / die Frucht des Leibes ist sein Geschenk.
Vers 4
Wie Pfeile in der Hand des Kriegers, / so sind Söhne aus den Jahren der Jugend.
Vers 5
Wohl dem Mann, der mit ihnen den Köcher gefüllt hat! / Beim Rechtsstreit mit ihren Feinden scheitern sie nicht.

### Übersetzungsmöglichkeiten von V. 2
Der hebräische Text von Vers 2b, כֵּן יִתֵּן לִֽידִידֹו שֵׁנָֽא lässt sich unterschiedlich übersetzen: 
1. „ja, er gibt seinem Geliebten Schlaf“
2. „ja, er gibt es seinem Geliebten im Schlaf.“

Lutherbibel, Züricher Bibel, Einheitsübersetzung, Elberfelder Bibel und andere entscheiden sich auch in der jeweils neuesten Revision für die zweite Übersetzungsmöglichkeit.
Die Septuaginta dagegen liest im Sinne der ersten, direkteren Übersetzung: „Umsonst ist es für euch, früh aufzustehen, sich zu erheben nach dem Sitzen, die ihr Brot des Schmerzens esst, wenn er seinen Geliebten Schlaf gibt.“ (ὅταν δῷ τοῖς ἀγαπητοῖς αὐτοῦ ὕπνον). Dem entspricht auch die Vulgata (cum dederit dilectis suis somnum, „wenn/während er seinen Geliebten Schlaf gibt.“). Auch die Bibel in gerechter Sprache übersetzt in diesem Sinne.

## Rezeption

### Hausinschrift
Sowohl lateinisch als auch deutsch wurde Psalm 127 sehr häufig als Hausinschrift zitiert. Lateinisch ist auch die verkürzte Form geläufig: Nisi Dominus frustra bzw. Nisi Deus frustra.
Psalm 127, 2b lieferte das geflügelte Wort: „Den Seinen gibt’s der Herr im Schlaf.“

### Kirchenmusik
- Heinrich Schütz: Wo der Herr nicht das Haus bauet (SWV 473)

- Georg Friedrich Händel: Nisi Dominus (HWV 238)
- Johannes Kolrose: Wo Gott zum Haus nicht gibt sein Gunst
- Johann Sebastian Bach: Wo Gott zum Haus nicht gibt sein Gunst (BWV 1123)
- Antonio Vivaldi: Nisi Dominus (RV 608)
- Nicola Antonio Porpora: Nisi Dominus
- Johann David Heinichen: Nisi Dominus, g-Moll (1726)
- Jean-Joseph Cassanéa de Mondonville: Nisi Dominus (1743)
- Martín Palmeri: Nisi Dominus (2022)